# Karl Sparr
Karl Sparr (* 30. August 1860 in Verchen; † 3. Februar 1932 in Stettin) war ein deutscher Pädagoge und Genossenschafter.

## Leben
Karl Sparr war ein Sohn des Landwirts August Christian Theodor Sparr und dessen Frau Wilhelmine Christine Friederike Sophie, gen Kay. Er besuchte die dreiklassige Ortsschule in Verchen und ging dann an das Lehrerseminar in Pölitz. Im Alter von 20 Jahren begann er seinen Schuldienst in Lebbin auf der Insel Wollin. Zwei Jahre später kam er für sieben Jahre nach Groß-Weckow im Landkreis Cammin. Dann war Sparr 11 Jahre lang Dorfschullehrer in Rakow im Kreis Grimmen.
Mitte der 1890er Jahre lernte Sparr die sozialreformerischen Ideen von Raiffeisen und Wilhelm Haas kennen und gründete in dem Kirchspiel Rakow eine ländliche Spar- und Darlehnskasse. Auf Grund seiner Erfolge holte ihn im Jahr 1900 der Verbandsdirektor der pommerschen landwirtschaftlichen Genossenschaften, Eugen von Brockhausen, als Mitarbeiter in den Verband. Sparr unternahm viele Reisen auf die Dörfer und warb für den Genossenschaftsgedanken. In seiner 25-jährigen Tätigkeit gründete er über tausend Genossenschaften in Pommern.
Ihm zu Ehren wurde 1920 eine „Karl-Sparr-Stiftung“ ins Leben gerufen.
Sparr war in erster Ehe mit Mathilde Eggert und nach deren Tod mit der Breester Lehrertochter Martha Voß verheiratet. Die Tochter aus erster Ehe heiratete den Verchener Fischereipächter Riemer am Kummerower See. Die Tochter aus zweiter Ehe war mit dem Genossenschafts-Direktor Hollmichel verheiratet.